# 해남 미황사 응진당 목조석가여래삼존상 및 나한상 일괄
해남 미황사 응진당 목조석가여래삼존상 및 나한상 일괄(海南 美黃寺 應眞堂 木造釋迦如來三尊像 및 羅漢像 一括)은 대한민국 전라남도 해남군 송지면, 미황사에 있는 조선시대의 불상이다. 2015년 8월 6일 전라남도의 유형문화재 제325호로 지정되었다.

## 지정사유
조선후기 제작된 석가여래삼존상과 십육나한상을 비롯한 26구의 조각상(응진당봉안)으로 18세기 중엽을 대표할만한 존상이고 보존상태도 양호하다.

## 참고 자료
- 해남 미황사 응진당 목조 석가여래삼존상 및 나한상 일괄 - 국가유산청 국가유산포털